# Панвинио, Онофрио
Онофрио Панвинио (итал. Onofrio Panvinio; 23 февраля 1529, Верона — 7 апреля 1568, Палермо) — итальянский монах-августинец, церковный историк, археолог, специалист по античности; библиотекарь кардинала Алессандро Фарнезе.
В 11-летнем возрасте вступил в орден августинцев и в 1539 году отправился в Рим, где начал изучать местную топографию и надписи, древнюю и средневековую историю города, творчество местных писателей и историю папства. После получения степени бакалавра искусств в Риме в 1553 году занимался обучением новых послушников ордена августинцев в Риме и Флоренции; в 1557 году получил степень доктора богословия. Посещал различные библиотеки Италии и продолжил затем свои исторические исследования в Германии в 1559 году.
Отказавшись от предложения занять епископскую кафедру, принял в 1566 году должность корректора и ревизора книг Ватиканской библиотеки. Скончался в 1568 году, сопровождая своего друга и покровителя кардинала Фарнезе на синод в палермский пригород Монреале.
Считался одним из крупнейших историков церкви и церковных археологов своего времени. В 1561 году составил свою археологическую карту Древнего Рима. Его многочисленные исторические, богословские, археологические и литургические работы так и не были опубликованы, даже после его смерти; некоторые из них сохранились в рукописях в Ватиканской библиотеке, в том числе следующие:
- «Fasti et triumphi Romanorum» (Венеция, 1557),
- «De sibyllis et carminibus sibyllinis» (1567),
- «Imperium Romanorum» (1588),
- «Reipublicae Romanae commentaria» (3 книги),
- «De ludis circensibus»,
- «Chronicon ecclesiasticum» (1681).

Его портрет кисти Тициана находится в Палаццо Колонна.